# سیارک ۱۱۶۹۴
سیارک ۱۱۶۹۴ (به انگلیسی: 11694 Esterhuysen، نامگذاری:1998FO70) یازده هزار و ششصد و نود و چهارمین سیارک کشف شده‌است که در ۲۰ مارس ۱۹۹۸ کشف شد.
قدر مطلق سیارک برابر ۱۴٫۱ است.